# Municipio de Nance
El municipio de Nance (en inglés: Nance Township) es un municipio ubicado en el condado de Beadle en el estado estadounidense de Dakota del Sur. En el año 2010 tenía una población de 36 habitantes y una densidad poblacional de 0,39 personas por km².

## Geografía
El municipio de Nance se encuentra ubicado en las coordenadas 44°35′00″N 98°38′7″O / 44.58333, -98.63528. Según la Oficina del Censo de los Estados Unidos, el municipio tiene una superficie total de 92.87 km², de la cual 92,85 km² corresponden a tierra firme y (0,03 %) 0,03 km² es agua.

## Demografía
Según el censo de 2010, había 36 personas residiendo en el municipio de Nance. La densidad de población era de 0,39 hab./km². De los 36 habitantes, el municipio de Nance estaba compuesto por el 94,44 % blancos, el 2,78 % eran amerindios y el 2,78 % eran de una mezcla de razas. Del total de la población el 0 % eran hispanos o latinos de cualquier raza.